# Зворотний зв'язок (хімія)
Зворо́тний зв'язо́к — вплив речовини, що утворюється на будь-якій стадії реакції, в тому числі кінцевого продукту, на швидкість її попередньої стадії. Наприклад, у процесі послідовних реакцій {\displaystyle \mathrm {A{\xrightarrow {1}}\ X{\xrightarrow {2}}\ Y{\xrightarrow {3}}\ Z} } проміжна речовина Y чи продукт Z можуть пришвидшувати реакцію 1 (позитивний зворотний зв'язок, англ. positive feedback) або сповільнювати її (негативний зворотний зв'язок, англ. negative feedback).